# 小野春男
小野　春男（おの　はるお、1917年 - 1943年12月2日）は、京都市出身の日本画家。日本画家小野竹喬の長男。
- 1940年（昭和15年） - 京都市立絵画専門学校（現：京都市立芸術大学）卒業
- 1941年（昭和16年） - 第6回京都市美術展覧会に「樹林」を出品
- 1942年（昭和17年） - 中国に出征、歩兵第109連隊に所属
- 1943年（昭和18年） - 常徳総攻撃の際に歩哨に立ち、狙撃され戦死